# Haddon Hall
Haddon Hall é uma casa senhorial inglesa situada junto ao rio Wye, nas proximidades de Bakewell, no Derbyshire. Antiga residência dos Duques de Rutland, é atualmente habitada por Lorde Edward Manners (irmão do atual duque) e pela sua família. Trata-se de uma casa senhorial medieval que tem sido descrita como «a mais completa e interessante residência do seu período». As origens do edifício remontam ao século XI, tendo sido objeto de sucessivas ampliações entre os séculos XIII e XVII, estas últimas em estilo Tudor.
A família Vernon adquiriu o senhorio de Haddon por via de um casamento ocorrido no século XII entre Sir Richard de Vernon e Alice Avenell, filha de William Avenell II. Quatro séculos mais tarde, em 1563, Dorothy Vernon, filha e herdeira de Sir George Vernon, casou com John Manners, segundo filho de Thomas Manners, 1.º Conde de Rutland. No século XIX, desenvolveu-se a lenda de que Dorothy e John Manners teriam fugido para casar. Essa história inspirou romances, peças teatrais e outras obras de ficção. Independentemente da veracidade da narrativa, Dorothy herdou a casa, e o neto de ambos, também chamado John Manners, herdou o condado em 1641, sucedendo a um primo afastado. O seu filho, igualmente John Manners, foi elevado à dignidade de 1.º Duque de Rutland em 1703. Já no século XX, outro John Manners, 9.º Duque de Rutland, dedicou grande parte da sua vida à restauração da casa.

## História

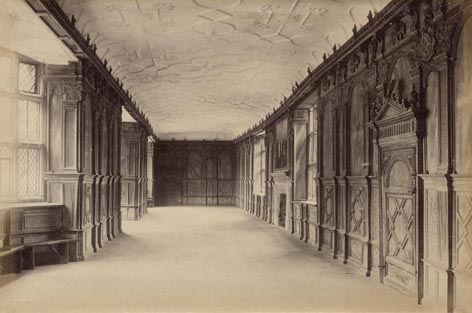
Long Gallery de Haddon Hall, c. 1890

As origens de Haddon Hall remontam ao século XI. William Peverel detinha o senhorio de Haddon em 1087, aquando da realização do levantamento que resultou no Domesday Book. Embora nunca tenha sido um castelo, o senhorio de Haddon foi protegido por uma muralha após a concessão de uma licença para a sua construção, em 1194. A propriedade foi confiscada pela Coroa em 1153 e posteriormente transferida para um arrendatário dos Peverel, a família Avenell. Sir Richard de Vernon adquiriu o senhorio em 1170, após casar com Alice Avenell, filha de William Avenell. Os Vernon foram responsáveis pela construção da maior parte do edifício, com exceção da Torre de Peveril e de parte da Capela de São Nicolau, que são anteriores, bem como da Long Gallery, edificada no século XVI.

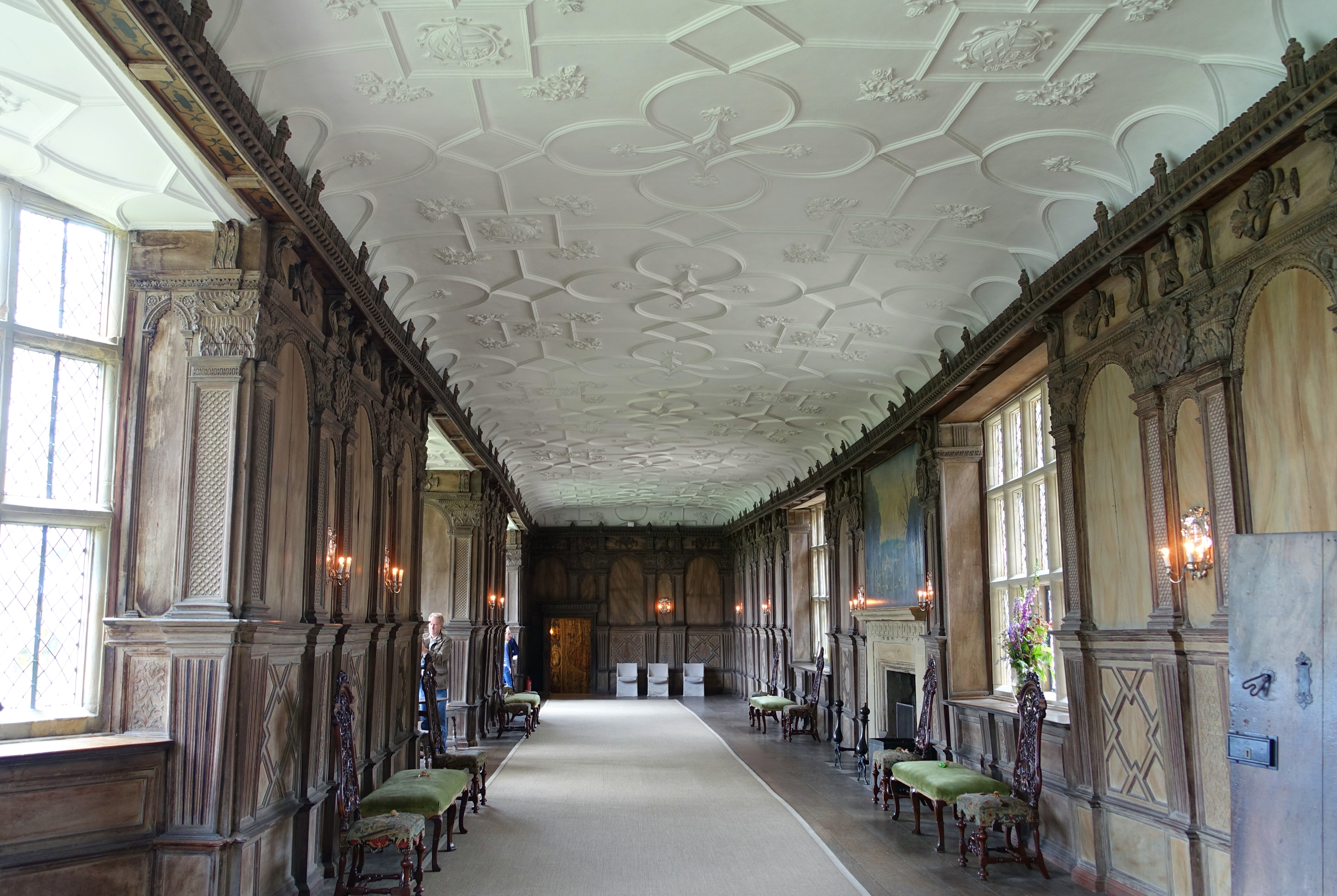
Long Gallery de Haddon Hall, 2017

O filho de Richard, Sir William Vernon, exerceu os cargos de High Sheriff de Lancashire e Chief Justice de Cheshire. Entre os membros mais notáveis da família destacam-se Sir Richard Vernon (1390–1451), também High Sheriff, deputado e Presidente da Câmara dos Comuns. O seu filho, Sir William Vernon, foi Knight-Constable of England e sucedeu-lhe como Tesoureiro de Calais e deputado por Derbyshire e Staffordshire. O seu neto, Sir Henry Vernon, KB (1441–1515), Governador e Tesoureiro de Artur, Príncipe de Gales, casou com Anne Talbot, filha do Conde de Shrewsbury, e reconstruiu Haddon Hall.
Sir George Vernon (c. 1503 – 31 de agosto de 1565) teve duas filhas, Margaret e Dorothy. Em 1563, Dorothy casou com John Manners, segundo filho de Thomas Manners, 1.º Conde de Rutland. Sir George terá, alegadamente, desaprovado o casamento, possivelmente por os Manners serem protestantes enquanto os Vernon eram católicos, ou por o segundo filho de um conde ter perspectivas financeiras incertas. Segundo a lenda, Sir George proibiu John Manners de cortejar a célebre Dorothy e impediu a filha de voltar a vê-lo. Durante um baile oferecido por Sir George em Haddon Hall, em 1563, Dorothy ter-se-á escapado discretamente, protegida pela multidão. Fugiu pelos jardins, desceu os degraus de pedra e atravessou uma pequena ponte, onde John Manners a esperava, e partiram juntos para casar-se. Caso a fuga tenha realmente ocorrido, o casal reconcilou-se com Sir George pouco tempo depois, uma vez que herdaram a propriedade aquando da sua morte, dois anos mais tarde. O neto de ambos, também chamado John Manners, herdou o condado em 1641, após a morte de um primo afastado, George, 7.º Conde de Rutland, cujos bens incluíam o Castelo de Belvoir.
O filho daquele John Manners foi John, o 9.º Conde de Rutland, que foi elevado à dignidade de 1.º Duque de Rutland em 1703. Mudou-se para o Castelo de Belvoir, e os seus herdeiros utilizaram Haddon Hall muito pouco, razão pela qual a casa permaneceu praticamente inalterada, conservando o seu estado do século XVI, tal como se encontrava quando passou, em 1567, para a família Manners por via matrimonial.
Na década de 1920, outro John Manners, o 9.º Duque de Rutland, reconheceu a importância histórica do edifício e iniciou um processo de restauro minucioso que se prolongou ao longo da sua vida, com o apoio do arquiteto de conservação Harold Brakspear.
A atual casa senhorial de traça medieval e Tudor inclui pequenas secções da estrutura original do século XI, mas é composta sobretudo por aposentos e alas adicionais construídos por várias gerações da família Vernon. Foram realizadas obras significativas em diversas fases, entre os séculos XIII e XVI. O salão de banquetes (com galeria para músicos), as cozinhas e o salão familiar datam de 1370, e a Capela de São Nicolau foi concluída em 1427. Durante gerações, as pinturas murais anteriores à Reforma foram protegidas sob uma camada de cal.

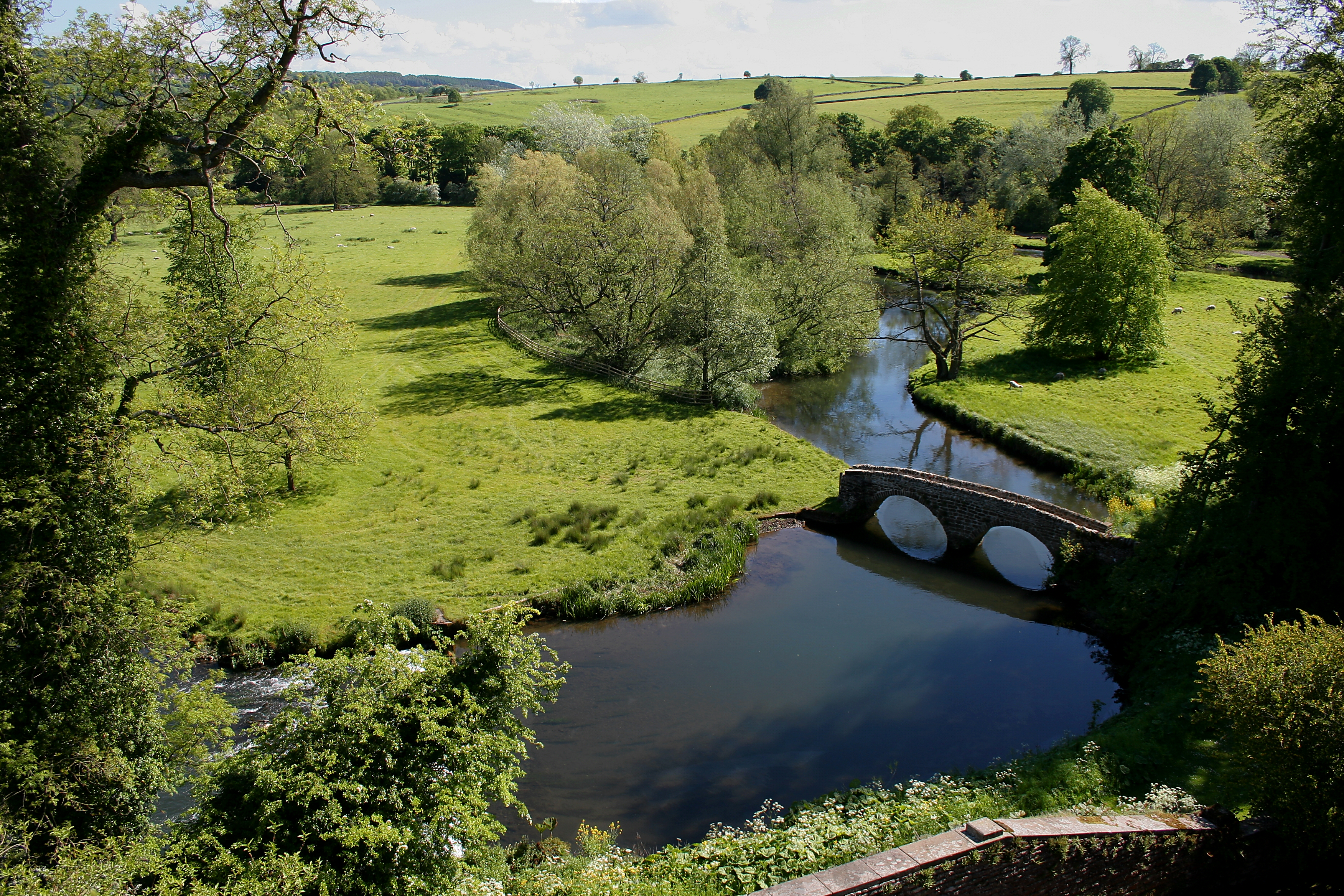
Vista de Haddon Hall, mostrando a Ponte Dorothy Vernon sobre o rio Wye

O 9.º Duque criou o jardim murado com topiária junto à casa anexa às cavalariças, incorporando formas heráldicas podadas em buxo, como a cabeça de javali e o pavão, emblemas respetivamente das famílias Vernon e Manners. Haddon Hall permanece na posse da família Manners até aos dias de hoje, sendo atualmente habitada por Lorde Edward Manners, irmão do 11.º Duque de Rutland, e pela esposa, desde que, em 2016, decidiram fixar residência na propriedade.
A casa foi classificada como edifício de Grau I em 1951, na sequência da promulgação do Town and Country Planning Act de 1947. A propriedade e os jardins foram classificados separadamente como de Grau I em 1984, integrando o Register of Historic Parks and Gardens.
Em 2011, foi identificado que as fundações da casa necessitavam de reparações urgentes, de forma a prevenir danos potenciais no teto ornamentado em estuque e na ala central da Long Gallery, mas os proprietários não dispunham de meios financeiros para custear as obras. m 2021, um subsídio de 262 662 libras concedido pela Historic England, juntamente com um apoio adicional de 50 000 libras da Historic Houses Foundation, permitiu o início dos trabalhos.

## Planta
A casa situa-se num terreno em declive e organiza-se em torno de dois pátios: o pátio superior (nordeste) alberga a Torre Peverel, também conhecida como Torre da Águia, e a Long Gallery; o pátio inferior (sudoeste) contém a capela, enquanto o Grande Salão se encontra entre ambos. Tal como era habitual na época em que a casa foi construída, muitas das divisões só são acessíveis a partir do exterior ou através da passagem por outras divisões, tornando a casa inconveniente segundo padrões posteriores.

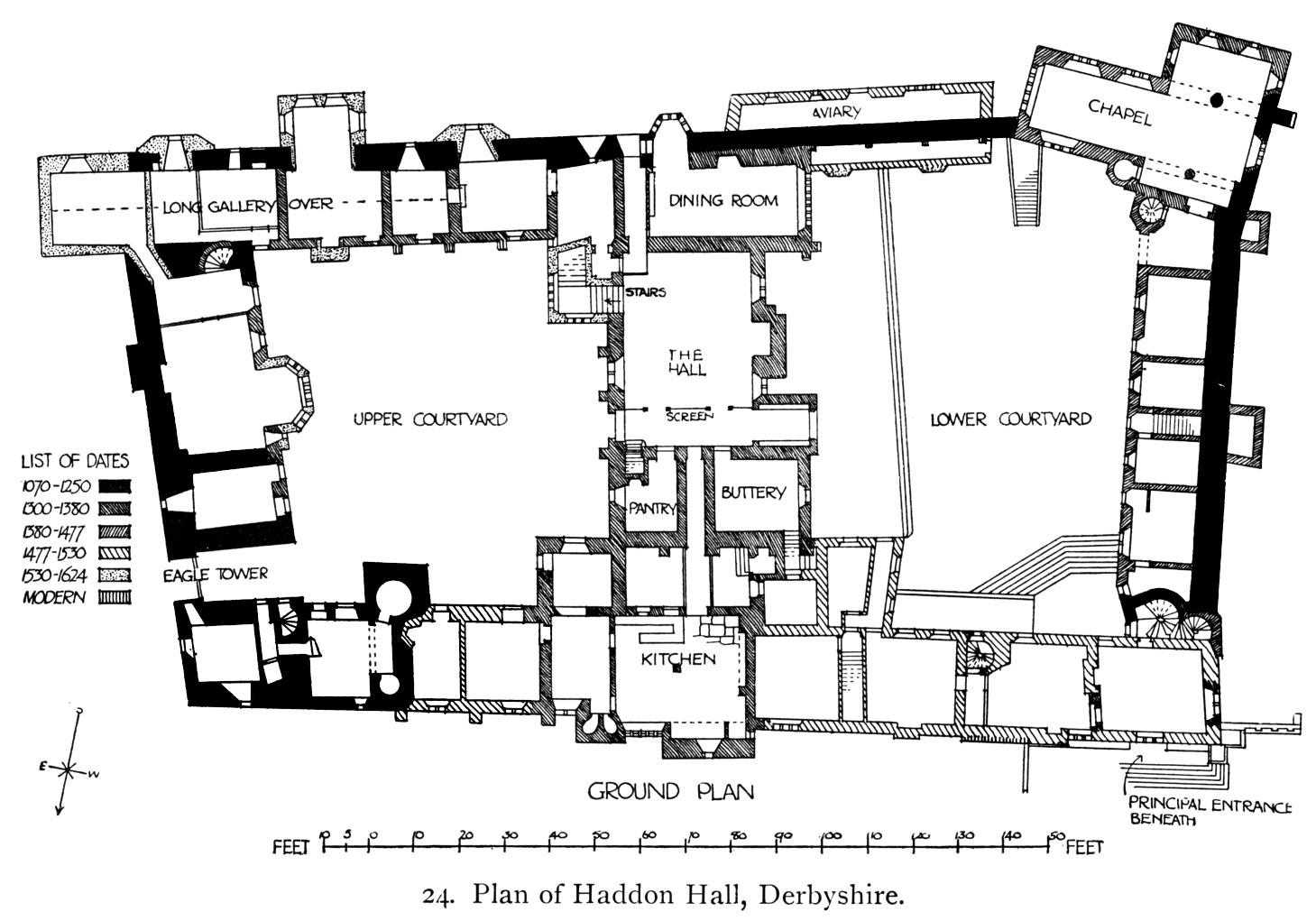
Planta de Haddon Hall, 1909

## Na literatura e nas artes

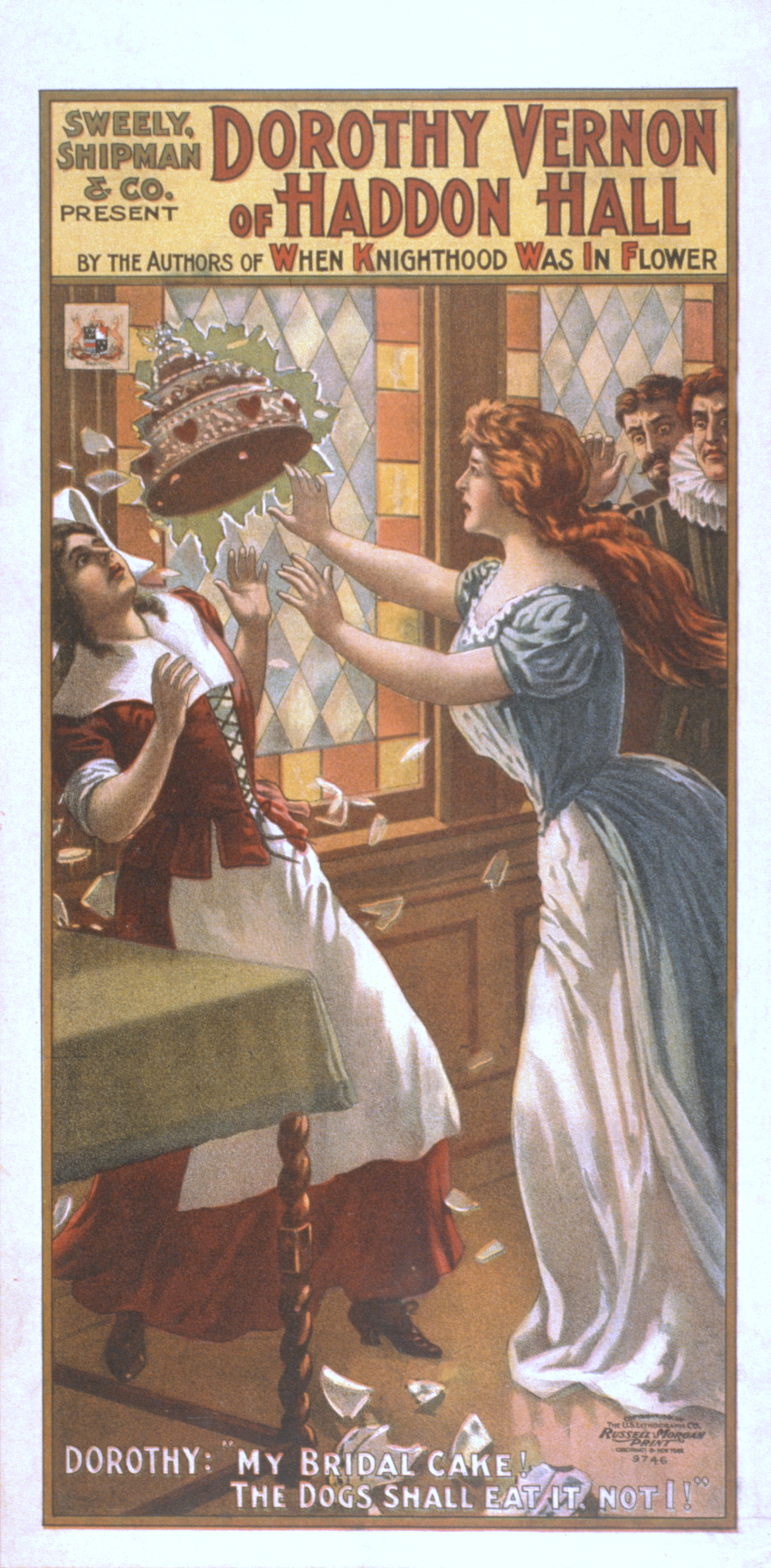
Cartaz: produção de 1906 de Dorothy Vernon of Haddon Hall

Haddon Hall tem desempenhado um papel destacado em várias obras literárias e teatrais, muitas das quais retratam a fuga dos Vernon/Manners, incluindo as seguintes:
- Uma história intitulada King of the Peak – A Derbyshire Tale, escrita por Allan Cunningham, publicada na London Magazine em 1822;
- Um romance de 1823, The King of the Peak – A Romance, em três volumes, escrito por William Bennett (1796–1879) sob o pseudónimo Lee Gibbons;[21]
- The Love Steps of Dorothy Vernon, um conto curto de Eliza Meteyard (1816–1879), escrito sob pseudónimo em 1849, foi a primeira versão completa da lenda. Foi publicado inicialmente na edição de 29 de dezembro de 1849 do Eliza Cook's Journal e posteriormente em The Reliquary, outubro de 1860, p. 79;[22]
- Uma ópera ligeira intitulada Haddon Hall, com música de Arthur Sullivan e libreto de Sydney Grundy, estreou em Londres em 1892;
- O romance Dorothy Vernon of Haddon Hall, escrito em 1902 pelo norte-americano Charles Major, tornou-se um best-seller;
- Uma peça de teatro com o mesmo título, baseada no romance de Major, foi escrita pelo dramaturgo norte-americano Paul Kester e estreou na Broadway em 1903.[23] Fred Terry e a sua esposa Julia Neilson adaptaram a peça para Londres, sob o título Dorothy o' the Hall, onde foi representada em 1906;[24][25]
- O filme de 1924 Dorothy Vernon of Haddon Hall, protagonizado por Mary Pickford, foi adaptado pelo argumentista norte-americano Waldemar Young (neto de Brigham Young) a partir do romance de Major;[26]
- Frederick Booty, aguarelista inglês, pintou Haddon Hall várias vezes, incluindo imagens dos pavões nos jardins;[27]
- O pintor inglês Joseph Nash retratou o salão principal a óleo em 1838; esta pintura foi posteriormente utilizada (com alterações) como capa do álbum Minstrel in the Gallery (1975), da banda de rock progressivo Jethro Tull.[28]

## Local de filmagem
Haddon Hall tem sido utilizado como local de filmagem para as seguintes produções televisivas: 
- Treasure Houses of Britain (1985);
- The Silver Chair (1990);
- Jane Eyre (2006);[29]
- A Tudor Feast at Christmas (2013);[30]
- Time Crashers (2015);[31]
- Gunpowder (2017).[32]

Foi também local de filmagem em longas-metragens como:
- Lady Jane (1986);[33]
- The Princess Bride (1987);[34]
- Jane Eyre (1996);[35]
- Elizabeth (1998);[36]
- Pride & Prejudice (2005);[36]
- The Other Boleyn Girl (2008);[36]
- Jane Eyre (2011);[26]
- Mary Queen of Scots (2018);[37]
- The King (2019);[38]
- Firebrand (2023).[39]

## Outras leituras
- Cleary, Bryan. Haddon Hall: The Home of Lord Edward Manners (em inglês) (2005);
- Hall, S. C. Haddon Hall. An Illustrated Guide illustrated by Llewellynn Jewitt (em inglês) (1871);
- Rayner, Samuel. The History and Antiquities of Haddon Hall (em inglês) (1836);
- Smith, G. Le Blanc. Haddon, the Manor, the Hall, Its Lords and Traditions (em inglês) (1906).